# Tephritis froloviana
Tephritis froloviana är en tvåvingeart som beskrevs av Shcherbakov 2001. Tephritis froloviana ingår i släktet Tephritis och familjen borrflugor. Inga underarter finns listade i Catalogue of Life.